# Mandina Point

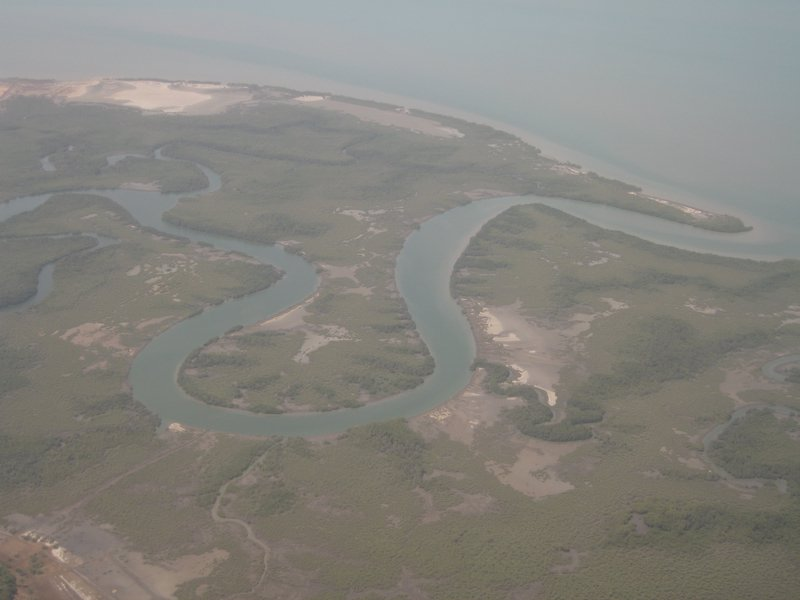
Der Mandina Point und der Mandina Bolong

Das Kap Mandina Point in dem westafrikanischen Staat Gambia liegt in der Mündung des Flusses Gambia in den Atlantischen Ozean am südlichen Flussufer. In der Nähe liegt der Mandina Bolong.